# 吐蕃等処宣慰使司都元帥府
吐蕃等処宣慰使司都元帥府（とばんとうしょ-せんいじしとげんすいふ）は、モンゴル支配時代のチベットに置かれた地方行政機構。宣政院に属する「西番三道宣慰使司（＝チベット3チョルカ）」の一つで、チベット高原北東部（＝ドメー地方）を管轄した。

## 概要

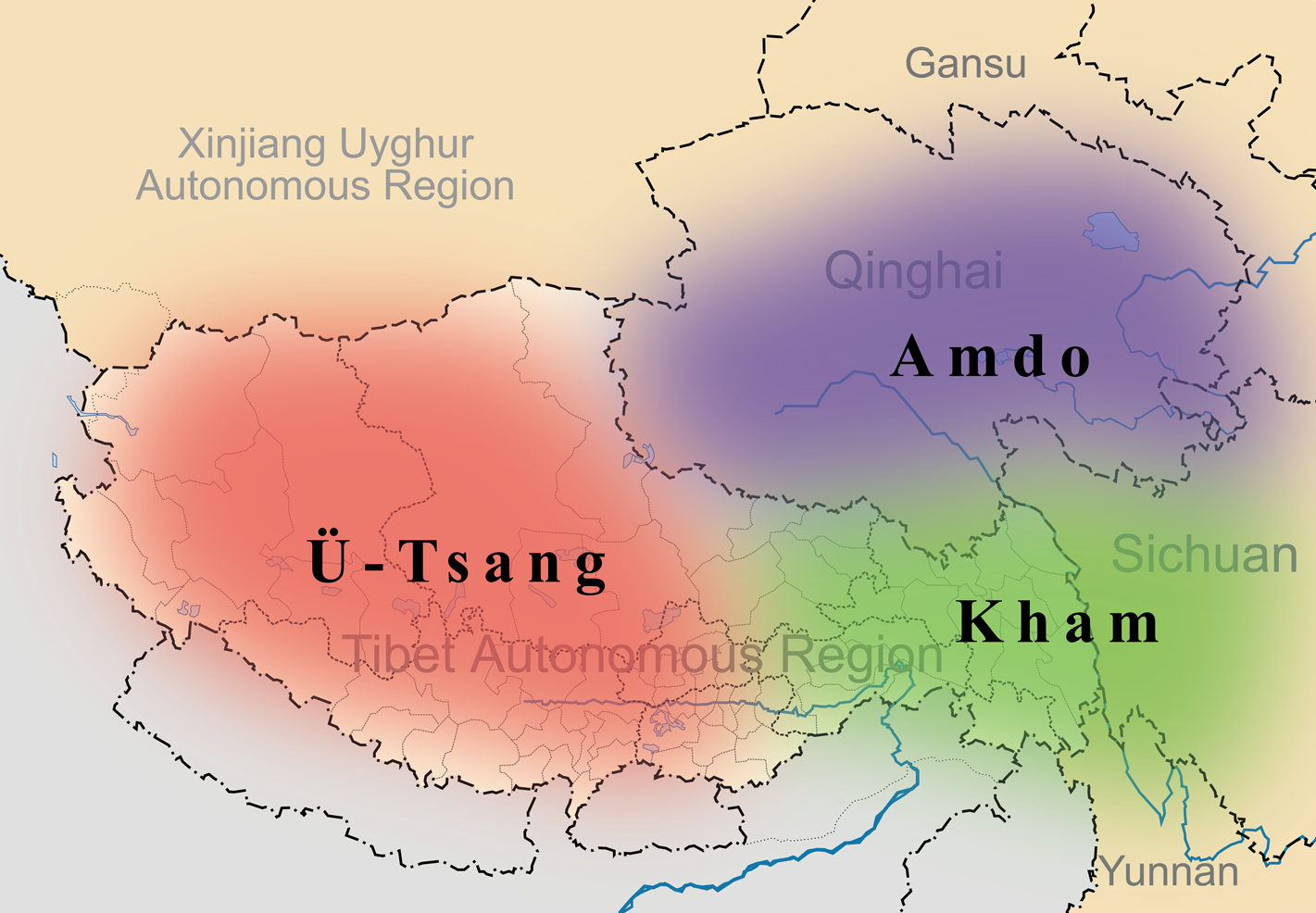
「チベット３チョルカ」の位置図。図中のAmdoがドメー宣慰司、Khamがドカム宣慰司、U-Tsangがウー・ツァン・ガリコルスム等三路宣慰司にほぼ相当する。

13世紀半ばにチベットを征服したモンゴル帝国は十進法に基づく万戸制度を持ち込むと同時に、チベット高原を「ドメー」「ドカム」「ウーツァン」の「3チョルカ（漢語訳は三道/三路）」に分割して支配した。『元史』などの漢文史料では「3チョルカ」を「西番三道宣慰使司」と呼び、「ドメー」「ドカム」「ウーツァン」の支配機構をそれぞれ「吐蕃等処宣慰使司都元帥府」「吐蕃等路宣慰使司都元帥府」「烏思蔵納里速古児孫等三路宣慰使司都元帥府」と表現する。チベット語史料の『漢蔵史集』はドメーの領域を「黄河河曲より以下、中国の白塔以上」とし、その中心地が河州のデンティク水晶仏殿であったと記す。
また、同じく『漢蔵史集』によると「ドメー」「ドカム」「ウーツァン」にはそれぞれポンチェン（聖権の長たる座主に対する、俗世界＝俗権の長）が置かれていたとされ、ドメーのポンチェンはリンツァン王であったという。パクパとともに初期の大元ウルス朝廷で活躍したタムパ・クンガ・タクはリンツァン一族と密接な関わりを有しており、タムパを通じてリンツァン一族はドメーの支配者に選ばれたようである。
ポンチェンの位置づけについては諸説あり、単純にポンチェン＝宣慰使司と見る説と、両者は別個の存在であるとする説がある。『漢蔵史集』は「サキャ・ポンチェンのシャーキャ・サンポ」「東部ドメーのリンチェン・ツォンドゥー」「ドカム地方のリンポチェトンツル」を「最も早くサキャに対し大功を立てた三人」と述べており、この「リンチェン・ツォンドゥー」こそドメーの初代ポンチェンではないかと考えられている。
洪武元年（1368年）に明朝を建国した洪武帝はチベットを軍事的に支配しようとはしなかったが、使者を派遣し大元ウルスが授けた官職を再認することで自らの権威を示そうとした。洪武3年（1370年）には「故元陝西行省吐蕃宣慰使」を称する何鎖南普らが明朝に投降し、何鎖南普らは河州衛の官職を授けられた。この「故元陝西行省吐蕃宣慰使」こそ吐蕃等処宣慰使司都元帥府を指し、「河州衛」は吐蕃等処宣慰使司都元帥府の後身に他ならない。

## 組織
- 吐蕃等処宣慰司都元帥府（ドメー宣慰司）：秩従二品。宣慰使5員・経歴2員・都事2員・照磨1員・捕盗官2員・儒学教授1員・鎮撫2員
  - 脱思麻路軍民万戸府（ドメー万戸）：秩正三品。達魯花赤1員・万戸1員・副達魯花赤1員・副万戸1員・経歴1員・知事1員・鎮撫1員
  - 西夏中興河州等処軍民総管府：秩正三品。達魯花赤1員・総管1員・同知1員・治中1員・府判1員・経歴1員・知事一員